# Australische muskaatduif
De Australische muskaatduif (Ducula spilorrhoa) is een vogel uit de familie der Columbidae (Duiven en tortelduiven).

## Verspreiding en leefgebied
Deze soort komt voor in noordwestelijk, noordoostelijk, zuidelijk en zuidoostelijk Nieuw-Guinea en noordelijk Australië.